# René Génin (militaire)
Pour les articles homonymes, voir Génin.
René Octave Xavier Génin est un officier français, né le 4 mars 1900 à Toul, mort pour la France le 17 juin 1941 en Syrie, Compagnon de la Libération à titre posthume.

## Biographie
René Génin, fils d'officier de carrière, entre en 1918 à l'École de Saint-Cyr, major de la promotion La Victoire. Après avoir pris part à la campagne de Cilicie, il est au Maroc pour la Guerre du Rif et y reçoit deux citations. En 1930, capitaine à l'état-major particulier de l'infanterie coloniale, il fait l'École de guerre puis suit les cours du Centre d'études germaniques de Strasbourg. Il revient en Syrie où il sert auprès d'Edgard de Larminat.
À la déclaration de guerre de septembre 1939, il est chef de bataillon au 2e Bureau (renseignement) au Grand Quartier Général. En 1940, membre de la Commission d'armistice où il a été appelé pour sa maitrise de l'allemand, il est consterné par ce qu'il y observe et se fait mettre en congé d'armistice. Il est le premier officier supérieur français à rejoindre de la métropole l'Afrique française libre, ce qui lui vaudra d'être déclaré par le régime de Vichy déchu de la nationalité française. De Brazzaville, il écrit en janvier 1941 : Les Forces françaises libres se battent pour rendre à la France son indépendance et son rang de grande nation. Elles se battent par fidélité à la parole donnée, pour que la France garde ce bien inestimable plus précieux que la liberté, l'honneur. Cette guerre est une croisade à laquelle la France n'a pas le droit d'être absente. Nous sommes sûrs de vaincre ; mais nous nous battrions même sans cette certitude.
On le retrouve au Nigeria, au Cameroun, au Soudan, pendant la campagne d'Érythrée comme chef d'état major de la Brigade française d'Orient. À l'issue de la prise de Kéren, il est cité à l'ordre de l'Armée.
Participant à la Campagne de Syrie, il reçoit l'ordre d'enlever le village d'Ezraa, tenu par les troupes vichystes. Le lendemain, 17 juin 1941, le lieutenant-colonel Génin est tué, en même temps que le soldat qui l'accompagne . Il repose au cimetière militaire de Damas.
Le général de Gaulle le cite dans ses Mémoires de guerre : 
« Après Kub-Kub, (nos troupes)avaient pris une part notable à la victoire de Keren, en enfonçant et débordant le. flanc droit des Italiens. Le lieutenant colonel Génin, qui s'était distingué dans l'affaire, m'est présenté. Pour nous joindre, à partir d'Alger, il vient de traverser  l'Afrique et, à peine arrivé, de courir au combat. " Vous avez vu, maintenant, Génin. Qu'en pensez-vous ? " - " Ah ! si tous  de l'autre côté pouvait voir, il n'y aurait pas de question !". 
"En apprenant, à mesure, que beaucoup des nôtres, et des meilleurs, restent sur le terrain (...), que le colonel Génin et le capitaine de corvette Détroyat sont tués (...) j'éprouve à l'égard de ceux qui s'opposent à nous par point d'honneur, des sentiments confondus d'estime et de commisération ».

## Décorations
- Chevalier de la Légion d'honneur[6]
- Compagnon de la Libération à titre posthume par décret du 30 mars 1944[7]
- Croix de guerre 1939–1945
- Croix de guerre des Théâtres d'opérations extérieurs avec 2 citations
- Médaille de la Résistance française avec rosette par décret du 31 mars 1947[8]
- Médaille coloniale avec agrafes Levant, Maroc et AOF
- Médaille commémorative de la guerre 1914–1918
- Médaille commémorative de Syrie-Cilicie

## Publications
- Informations sur la situation en Europe, français, Imprimerie Commerciale du Cameroun, 1941
- Itinéraire d'un méhariste, de la Mauritanie à l'Afrique française libre, 379 p., français, Editions Sépia, Saint-Maur-des-Fossés, 2004

## Mémorial
- Plaque commémorative au cimetière des Souhesmes-Rampont, inaugurée le 20 juin 1948 par le général de Gaulle qui y prononça un hommage à René Génin[9].

## Voir Aussi